# Rats-Apotheke (Haldensleben)

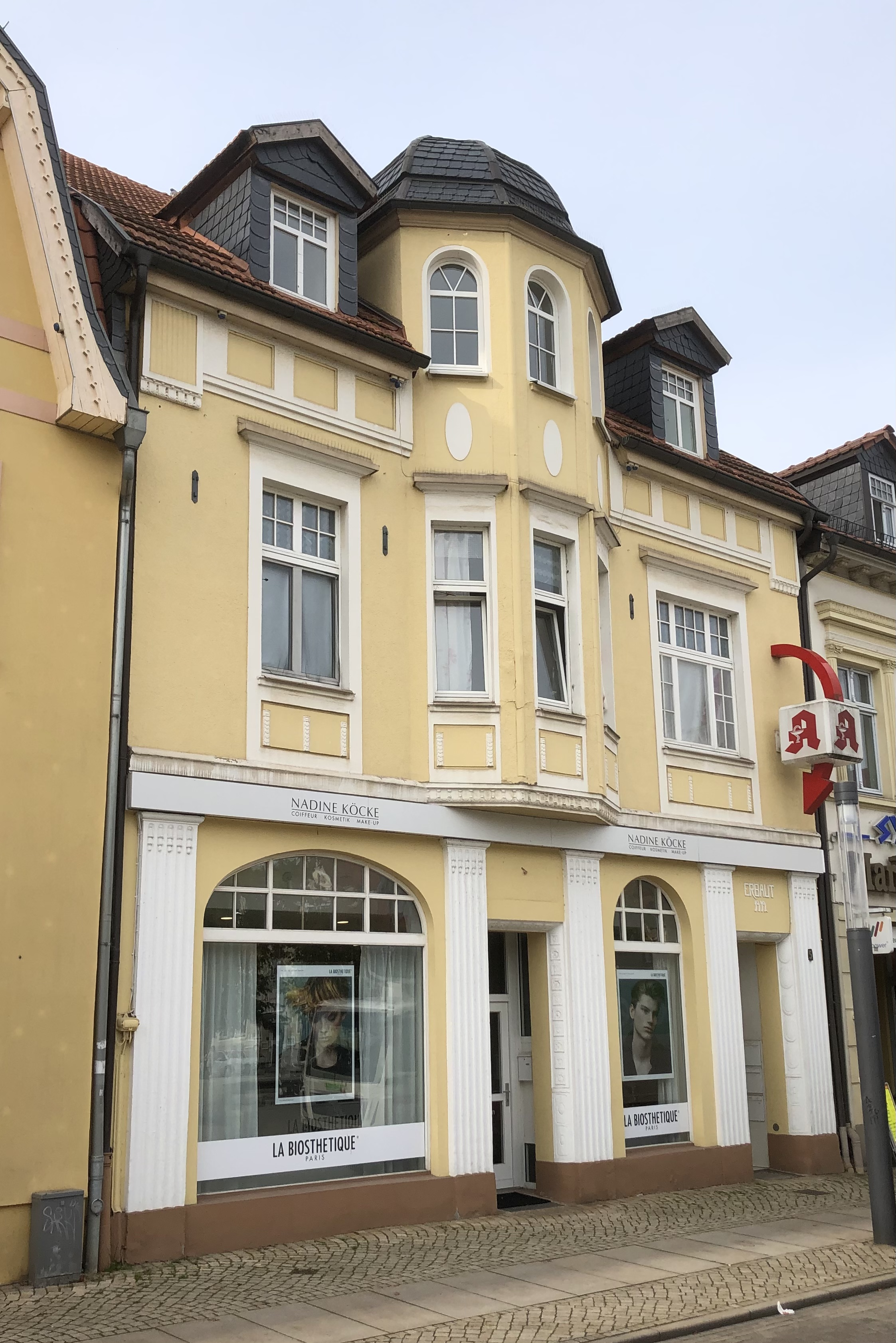
Gebäude Markt 5, 2021

Die Rats-Apotheke war eine Ratsapotheke in Haldensleben in Sachsen-Anhalt. Das erhaltene Gebäude steht unter Denkmalschutz.

## Lage
Die Apotheke befand sich in der Innenstadt von Haldensleben auf der Südwestseite des Marktplatzes der Stadt an der Adresse Markt 5.

## Architektur
Das zweigeschossige verputzte Gebäude entstand nach einer am Haus befindlichen Inschrift im Jahr 1912. Gestalterisch finden sich Elemente des Klassizismus und des Jugendstils. Markant ist ein vor dem Ober- und Dachgeschoss befindlicher polygonaler Erker. Insbesondere die Ladenfront im Erdgeschoss ist mit Verzierungen versehen.
Im örtlichen Denkmalverzeichnis ist das Wohn- und Geschäftshaus unter der Erfassungsnummer 094 30425 als Baudenkmal eingetragen.
Das Gebäude gilt als städtebaulich bedeutend.

## Geschichte
Für den Betrieb der Apotheke war am 30. Oktober 1676 ein Privileg erteilt worden. 1982 wurde Rainer Dunkel Leiter der zu diesem Zeitpunkt zum Staatlichen Pharmazeutischen Zentrum Wanzleben gehörenden Apotheke. Nach der Wende wurde die Apotheke von der Treuhandanstalt verwaltet und 1992 an den bisherigen Leiter veräußert. Das Gebäude blieb jedoch im Eigentum einer Erbengemeinschaft und wurde letztlich an einen Hamburger Apotheker veräußert. Zum 31. Dezember 2010 stellte die Apotheke ihren Betrieb ein. Als Grund wurde angegeben, dass nach Renteneintritt des Inhabers ein Verkauf der Apotheke an neue Betreiber wegen zu hoher Mietforderungen gescheitert sei.